# Gosse Ludigman
Gosse Ludigman (gekozen 989 en gestorven in 1000) zou de zesde potestaat van Friesland zijn geweest. Voor zijn bestaan zijn geen betrouwbare bronnen.
Volgens de kroniek De origine et Rebus gestis Dominorum de Brederode (Over de oorsprong en de daden van de Heren van Brederode), geschreven door de vijftiende-eeuwse karmeliet Johannes a Leydis, woonde Gosse te Staveren, en was hij gehuwd met ene Tetta. Via zijn dochter Thetburga zou hij een van de voorouders zijn van de Heren van Brederode. Hij leefde ten tijde van graaf Arnoud, die zichzelf graaf van Oostergo en Westergo noemde zonder ooit enig gezag te hebben uitgeoefend.